# Laser Vago
Il Laser Vago è un natante a vela, la cui classe è riconosciuta dalla International Sailing Federation .

## Descrizione
Il Laser Vago è una deriva progettata da Jo Richards e costruita da Laser Performance. L'equipaggio può essere formato da una o due persone.
La versione standard prevede randa, fiocco avvolgibile, gennaker e trapezi.
Una versione più performante (XD) prevede una randa in mylar ed un gennaker di superficie maggiore.
Lo scafo è costruito in sandwich di polietilene ed è progettato per planare con facilità.